# Zinkjodide
Zinkjodide is het zout van het metaal zink en het halogeen jood, met de chemische formule ZnI2.

## Eigenschappen
In zuivere, watervrije vorm is zinkjodide een witte vaste stof. De stof is echter hygroscopisch en neemt makkelijk water op uit de lucht.

## Gebruik
- Vanwege de goede absorptie van röntgenstraling, wordt zinkjodide gebruikt als contrastmiddel om te controleren, of verschillende materialen goed aan elkaar zijn verbonden.
- Samen met osmiumtetroxide wordt zinkjodide gebruikt als kleurmiddel bij elektronenmicroscopie.